# Сільські фінансисти
«Сільські фінансисти» («Сельские финансисты») — радянський художній фільм 1990 року, знятий режисером Анатолієм Вехотком на кіностудії «Ленфільм».

## Сюжет
У рекламному фільмі три новели: «Хто про сьогодення, хто про майбутнє», «Кубишка» та «Корівки», об'єднані слоганом — «Трудівники села, Ощадний банк до Ваших послуг!»

## У ролях
- Віра Титова — бабуся
- Валентина Пугачова — сусідка
- Галина Сабурова — невдаха вкладниця
- Олег Бєлов — гармоніст-тваринник
- Є. Синельникова — епізод
- А. Кириллова — епізод

## Знімальна група
- Режисер — Анатолій Вехотко
- Сценарист — Олександр Анейчик
- Оператор — Віктор Карасьов
- Художник — О. Дудко